# Conso
Conso (Consus) è una figura della mitologia romana. Probabilmente si trattava della divinità del seme del grano e dei depositi per la sua conservazione, che tra i Romani venivano posti sottoterra.
A Conso era dedicato un altare ipogeo al centro del circo Massimo, l'ara Consi.
L'ara era sotterranea, o coperta di terra, e veniva scoperta unicamente durante le feste a lui dedicate, i Consualia, che erano festeggiate il 21 agosto e il 15 dicembre. Per questo motivo si tratta di una divinità ctonia.  I Flamini Quirinali e le Vestali officiavano i suoi riti.
L'etimologia del nome Consus è incerta. Potrebbe derivare dal verbo latino conserere, "seminare", tant'è che la dea Ops era nota anche come Consivia o Consiva. Georges Dumézil e G. Capdeville considerano il verbo condere, fare provvista, come la migliore ipotesi per l'etimologia del termine: Consus sarebbe un sostantivo verbale arcaico che denota l'azione del deposito di grano.
Conso venne poi associato con Consigli segreti, e quindi il suo nome fu associato al consilium, consiglio o assemblea. Secondo Servio Mario Onorato annota che Consus era il dio dei Concili.
Dionigi riporta che per alcuni Conso era da identificarsi con Nettuno Seisichthon, che scuote la Terra, per un'altra interpretazione Consus si identificava con il Neptunus Equestris, ovvero Nettuno protettore dei cavalli. Corse di muli e cavalli erano l'evento principale durante le sue feste; gli animali, cui era concesso un giorno di riposo, erano adornati con fiori.